# Amanda Heggs
Amanda Heggs (1957 – 1992) var en dansk forfatter.
Hun var født i Nottingham i England og flyttede i 1981 til København, hvor hun begyndte at studere psykologi på universitetet i 1983.
I 1986 blev hun syg med diagnosen HIV-positiv. Hun valgte som en af de første heteroseksuelt smittede kvinder i Danmark at stå frem og fortælle om sin sygdom. Hun blev kendt i ind- og udland for sit arbejde med oplysning om AIDS.
I Amanda Heggs' dagbog beskriver hun sin svære, men kompromisløse kamp for et godt og værdigt liv trods HIV og AIDS.